# ロイヤルサンボー
ロイヤルサンボーは、DRAGON GATEが毎月、神戸サンボーホールにて開催されている時間差バトルロイヤル。

## 概要
60秒毎に出場選手が2人ずつ入場してフォール、ギブアップ、オーバー・ザ・トップロープで脱落となるルール。

## 歴代優勝者
| 歴代   | 優勝者                           | 優勝回数 | 優勝日付       | 優勝した場所（その他）                      |
| ------ | -------------------------------- | -------- | -------------- | ------------------------------------------- |
| 第1回  | このまま市川                     | 1        | 2020年12月8日  | 神戸サンボーホール                          |
| 第2回  | このまま市川                     | 2        | 2020年12月27日 | 神戸サンボーホール                          |
| 第3回  | このまま市川                     | 3        | 2021年1月17日  | 神戸サンボーホール                          |
| 第4回  | このまま市川                     | 4        | 2021年2月26日  | 神戸常盤アリーナ                            |
| 第5回  | H・Y・O                          | 1        | 2021年3月19日  | 神戸サンボーホール                          |
| 第6回  | 斎藤了                           | 1        | 2021年4月22日  | 神戸サンボーホール                          |
| 第7回  | 横須賀ススム                     | 1        | 2021年6月5日   | 神戸サンボーホール                          |
| 第8回  | Kzy                              | 1        | 2021年6月26日  | 神戸サンボーホール                          |
| 第9回  | Kagetora                         | 1        | 2021年7月22日  | 神戸サンボーホール                          |
| 第10回 | ストロングマシーン・J            | 1        | 2021年8月28日  | 神戸サンボーホール                          |
| 第11回 | SB KENTo                         | 1        | 2021年9月23日  | 神戸サンボーホール                          |
| 第12回 | FUNKY“JACKY”KAMEI                | 1        | 2021年10月16日 | 神戸サンボーホール                          |
| 第13回 | ヨースケ♡サンタマリア            | 1        | 2021年11月23日 | 神戸サンボーホール                          |
| 第14回 | SB KENTo                         | 2        | 2021年12月28日 | 神戸サンボーホール                          |
| 第15回 | ラ・エストレージャ               | 1        | 2022年1月8日   | KBSホール                                   |
| 第16回 | 横須賀ススム                     | 2        | 2022年2月27日  | 神戸芸術センター                            |
| 第17回 | SB KENTo                         | 3        | 2022年3月19日  | 神戸サンボーホール                          |
| 第18回 | ジェイソン・リー                 | 1        | 2022年4月21日  | 神戸サンボーホール                          |
| 第19回 | 望月ジュニア                     | 1        | 2022年6月5日   | 神戸サンボーホール                          |
| 第20回 | 望月ススム                       | 3        | 2022年7月24日  | 神戸サンボーホール                          |
| 第21回 | 土井成樹                         | 1        | 2022年8月27日  | 神戸サンボーホール                          |
| 第22回 | アレハンドロ                     | 1        | 2022年9月23日  | 神戸サンボーホール                          |
| 第23回 | ドラゴン・キッド                 | 1        | 2022年10月16日 | 神戸サンボーホール                          |
| 第24回 | Ben-K                            | 1        | 2022年11月5日  | 神戸サンボーホール                          |
| 第25回 | パンチ富永                       | 1        | 2023年1月21日  | 神戸サンボーホール                          |
| 第26回 | YAMATO&ドラゴン・キッド&吉岡勇紀 | —        | 2023年4月9日   | 神戸サンボーホール                          |
| 第27回 | Kzy                              | 2        | 2023年5月14日  | 神戸サンボーホール                          |
| 第28回 | ISHIN                            | 1        | 2023年6月4日   | 神戸サンボーホール                          |
| 第29回 | ドラゴン・ダイヤ                 | 1        | 2023年7月1日   | 神戸芸術センター                            |
| 第30回 | Kzy                              | 3        | 2023年9月30日  | 神戸サンボーホール                          |
| 第31回 | 堀口元気                         | 1        | 2023年10月15日 | 神戸芸術センター                            |
| 第32回 | Kzy                              | 4        | 2023年11月4日  | 神戸サンボーホール                          |
| 第33回 | シュン・スカイウォーカー         | 1        | 2023年12月26日 | 神戸サンボーホール                          |
| 第34回 | Kagetora                         | 2        | 2024年1月20日  | 神戸サンボーホール                          |
| 第35回 | ISHIN                            | 2        | 2024年2月25日  | 神戸芸術センター                            |
| 第36回 | ホーホー・ルン                   | 1        | 2024年3月30日  | 神戸サンボーホール                          |
| 第37回 | ストロングマシーン・J            | 2        | 2024年4月20日  | 神戸芸術センター                            |
| 第38回 | ホーホー・ルン                   | 2        | 2024年5月12日  | 神戸サンボーホール                          |
| 第39回 | ラ・エストレージャ               | 2        | 2024年6月2日   | 神戸サンボーホール                          |
| 第40回 | シュン・スカイウォーカー         | 2        | 2024年7月20日  | 神戸芸術センター                            |
| 第41回 | 菊田円                           | 1        | 2024年7月28日  | 神戸芸術センター                            |
| 第42回 | KAI                              | 1        | 2024年8月24日  | 神戸サンボーホール/MIYANEランブルとして開催 |
| 第43回 | 横須賀ススム                     | 4        | 2024年9月29日  | 神戸サンボーホール                          |
| 第44回 | kzy                              | 5        | 2024年10月13日 | 神戸芸術センター                            |
| 第45回 | Riiita                           | 1        | 2024年11月2日  | 神戸サンボーホール                          |
| 第46回 | ストロングマシーン・J            | 3        | 2024年12月27日 | 神戸サンボーホール                          |
| 第47回 | 望月成晃                         | 1        | 2025年1月18日  | 神戸サンボーホール                          |
| 第48回 | KAI                              | 2        | 2025年1月19日  | 神戸サンボーホール                          |
| 第49回 | kzy                              | 6        | 2025年2月23日  | 神戸サンボーホール                          |
| 第50回 | ルイス・マンテ                   | 1        | 2025年3月4日   | 後楽園ホール                                |
| 第51回 | ドラゴン・キッド                 | 2        | 2025年3月30日  | 神戸サンボーホール                          |
| 第52回 | ストロングマシーン・J            | 4        | 2025年4月19日  | 神戸サンボーホール                          |
| 第53回 | ISHIN                            | 3        | 2025年5月3日   | 神戸芸術センター                            |

## その他
- 他団体・フリー枠で優勝したのは、アレハンドロ (プロレスリング・ノア)のみである。